# Stanley McDonald
Stanley B. McDonald (13 de octubre de 1920 - 20 de noviembre de 2014) fue el fundador de Princess Cruises, una de las líneas de cruceros más grandes del mundo.

## Carrera
Nacido en Alberta, Canadá y educado en  Roosevelt High School en Seattle y la Universidad de Washington, Stan McDonald se unió al United States Navy Air Corps.
Después de Segunda Guerra Mundial, Stan McDonald fundó Air Mac, un negocio de manejo de materiales. Air Mac proporcionó todo el equipo de transporte terrestre para la  Feria Mundial en Seattle: McDonald también alquiló un barco para llevar visitantes a la Feria.
En 1965, basándose en su experiencia en la Feria Mundial, fundó Princess Cruises, que amplió en uno de los más grandes línea de cruceros en el mundo.
Fusionó Air Mac en RCA Corporation en 1969 y vendió Princess Cruises a Peninsular & Oriental Steam Navigation Company en 1975: permaneció Presidente de este último negocio hasta 1980.
En 1977, junto con otros dos socios, compró los activos inmobiliarios de Chrysler Corporation y posteriormente formó Stellar International, un negocio inmobiliario.

## Vida personal
McDonald se casó con Barbara en 1944: juntos tuvieron un hijo y una hija. Murió el 20 de noviembre de 2014 en Seattle, a la edad de 94 años.